# Vorstendom Schwarzburg-Sondershausen (1806-1918)
Het vorstendom Schwarzburg-Sondershausen (Duits: Fürstentum Schwarzburg-Sondershausen) was een Duitse staat. Het behoorde achtereenvolgens tot de Rijnbond, de Duitse Bond, de Noord-Duitse Bond en het Duitse Keizerrijk. Het land werd tot 1909 geregeerd door het Huis Schwarzburg-Sondershausen. De hoofdstad en het hof waren gevestigd in Sondershausen.
Het vorstendom bestond uit twee van elkaar gescheiden gebiedsdelen: het Unterherrschaft in Noord- en het Oberherrschaft in Centraal-Thüringen. Het Unterherrschaft was het grootste en belangrijkste landsdeel en bestond uit een aaneengesloten territorium rond de steden Sondershausen, Greußen en Ebeleben. Het Oberherrschaft viel in twee grotere delen uiteen. Het noordelijke deel lag rond Arnstadt, de grootste stad van het land, Gehren was de hoofdplaats van het zuidelijke deel. Daarnaast behoorden ook de kleine exclaves Geschwenda en Rockhausen bij het Oberherrschaft.
Door de ontbinding van het Heilige Roomse Rijk in 1806 werd Schwarzburg-Sondershausen een soeverein vorstendom. In 1807 werd het land lid van de door Napoleon gedomineerde Rijnbond. Op het Congres van Wenen in 1815 werd de soevereiniteit van het kleine vorstendom bevestigd en trad Schwarzburg-Sondershausen toe tot de Duitse Bond. Tijdens de Oostenrijks-Pruisische Oorlog in 1866 koos Schwarzburg-Sondershausen de zijde van Pruisen en in 1867 trad het land toe tot de Noord-Duitse Bond. In 1871 werd het vorstendom een van de deelstaten van het Duitse Keizerrijk. In 1909 overleed de laatste vorst van Sondershausen kinderloos, waarna de troon aan Schwarzburg-Rudolstadt viel. De twee vorstendommen werden niet verenigd, maar alleen in personele unie geregeerd. Tijdens de Novemberrevolutie van 1918, aan het einde van de Eerste Wereldoorlog, moest de vorst aftreden en werd Schwarzburg-Sondershausen een vrijstaat.

## Geschiedenis

### Voorgeschiedenis
Het vorstendom Schwarzburg-Sondershausen ontstond na de verhoging van het graafschap Schwarzburg-Sondershausen, een deel van het graafschap Schwarzburg, dat ontstaan was nadat de nakomelingen van graaf Günther XL het gebied van hun vader tussen1572 en 1599 door middel van een aantal verdragen onder elkaar verdeelden. De linies Schwarzburg-Rudolstadt, dat tegelijk met Schwarzburg-Sondershausen was ontstaan, verkregen bij het Verdrag van Stadtilm van 21 november 1599 de vorm van graafschap. Zowel Schwarzburg-Sondershausen als Schwarzburg-Rudolstad maakten deel uit van de Oppersaksische Kreits.
Schwarzburg-Sondershausen bestond uit twee geografisch gescheiden gebiedsdelen, een zuidelijk gelegen Oberherrschaft, rond Arnstadt en een noordelijker Unterherrschaft rond de residentie Sondershausen. Stamvader van het geslacht was Johan Gunther I (1532-1586). In de eerste tijd na 1599 werd er geregeld gestreden om het bestuurlijke erfrecht. In 1681 deelden Christian Wilhelm en Anton Günther II., die eerst samen hadden geregeerd, het vorstendom op in een Sondershäuser Linie en een Arnstädter Linie.
Graaf Christiaan Willem werd in 1679 door keizer Leopold I in de rijksvorstenstand verheven waardoor het vorstendom Schwarzberg-Sonderhausen ontstond. Het vorstendom stond onder suzereiniteit van het keurvorstendom Saksen, dat in 1699 en 1702 tegen financiële vergoedingen zijn landsheerlijke rechten echter opgaf. De naam van het vorstendom werd in 1716 veranderd in Schwarzburg-Sondershausen.

### Geschiedenis
Onder vorst Günther Frederik Karel I werd Schwarzburg-Sondershausen in 1807 lid van de Rijnbond en in 1815 van de Duitse Bond. Hij vaardigde in 1816 de eerste constitutie uit en in 1830 een herziene, die echter met weinig instemming werd begroet en reeds een jaar later weer werd ingetrokken. Zijn zoon Günther Frederik Karel II trad in 1835 toe tot de Zollverein. Hij schonk zijn land in 1841 een grondwet, op grond waarvan op 7 september 1843 de eerste landdag werd geopend.
Ondanks verschillende hervormingen vonden in de Maartrevolutie van 1848 ook in Schwarzburg-Sondershausen enige onlusten plaats, die tot gevolg hadden dat in de herfst van dat jaar de Oberherrschaft door Saksen en de Unterherrschaft door Pruisen werd bezet. Op 12 december 1849 werd er een liberale constitutie uitgevaardigd, die echter op 8 juli 1857 weer in conservatieve geest werd gewijzigd. Nadat Schwarzburg-Sondershausen in 1866 tegen de door Oostenrijk in de Bondsdag van de Duitse Bond verzochte mobilisatie tegen Pruisen had gestemd, trad het toe tot de Noord-Duitse Bond, waardoor in 1867 het soeverein recht op het gebied van defensie op Pruisen overging. Het land trad in 1871 toe tot het Duitse Keizerrijk, waarna het tot een sterke industrialisering en bevolkingsgroei kwam.
Vorst Karel Günther stierf in 1909 kinderloos, waarna Günther Victor van Schwarzburg-Rudolstadt in personele unie met Schwarzburg-Rudolstadt de regering op zich nam. Hij trad na de Eerste Wereldoorlog op 25 november 1918 als laatste Duitse vorst af. Schwarzburg-Sondershausen werd op 1 april 1919 een vrijstaat. Op 11 februari 1920 werd door een nieuwe wet voor het eerst de scheiding van kerk en staat ingevoerd. Het land ging op 1 mei 1920 op in het Land Thüringen.

## Territorium
Schwarzburg-Sondershausen was verdeeld in een zogenaamde Oberherrschaft, met de districten Arnstadt en Gehren met de exclaves Geschwenda en Rockhausen, en een Unterherrschaft met de districten Sondershausen en Ebeleben.
Verdere plaatsen van enig belang waren Masserberg, Großbreitenbach en Plaue in de Oberherrschaft en Greußen en Clingen in de Unterherrschaft.

## Vorsten
- 1794–1835: Günther Frederik Karel I
- 1835–1880: Günther Frederik Karel II
- 1880–1909: Karel Günther
- 1909–1918: Günther Victor